# Templo de Detroit
El Templo de Detroit es uno de los templos construidos y operados por La Iglesia de Jesucristo de los Santos de los Últimos Días, el número 63 construido por la iglesia y el primero en el estado de Míchigan, ubicado en la ciudad de Bloomfield Hills, a 20 km del centro de Detroit.
El templo de Detroit fue construido de mármol Blanco Imperial proveniente de Vermont, con un diseño clásico de un solo pináculo. Tiene un total de 990 metros cuadrados de construcción, cuenta con dos salones para las ordenanzas SUD y dos salones de sellamientos matrimoniales. El templo se asienta en un terreno de 1,3 hectáreas.

## Historia
El proselitismo restauracionista en Míchigan comenzó de manera informal en la primavera de 1831 cuando Lucy Mack Smith, madre del fundador del Movimiento de los Santos de los Últimos Días José Smith visitó a la familia de su difunto hermano el coronel Stephen Mack, quien por cierto fue el fundador de Pontiac, ciudad cabecera del condado de Oakland. De la visita, la viuda de Stephen Mack y otros familiares y vecinos se unieron a la iglesia de Smith.
El mismo José Smith visitó Míchigan en 1834 y habló a multitudes reunidas en los alrededores de lo que ahora es Detroit. Estableció un número de congregaciones y conversos. Para fines del siglo XIX los misioneros asignados a la misión Noroeste de los Estados Unidos fomentaron entre los conversos el reunirse con los pioneros mormones en el territorio de Utah.
La primera congregación permanente en Míchigan fue creada en Detroit el 21 de abril de 1915, y la primera capilla fue dedicada en 1928. En 1952, se creó la primera estaca de Detroit llamando a George Romney como su primer presidente. Romney fue luego gobernador de Míchigan 1962-69. Para el año 1997 la iglesia registraba unos 35 mil fieles.
La zona en derredor del templo tiene significado histórico para los fieles SUD porque en 1815 Stephen Mack, quien era tío materno de José Smith, fundador de la iglesia, fue el agrimensor que hizo las mediciones para la carretera principal que entra a lo que llegaría a ser Detroit. El mismo Smith, junto con su padre y su hermano Hyrum pasaron por la zona en 1834 de camino a Pontiac. Esa misma avendia cartografiada por Mack, llamada Woodward Avenue, ahora de ocho carriles, pasa por un costado del templo y ofrece una vista prominente del templo y sus jardines.

## Construcción
La Primera Presidencia de la iglesia SUD anunció el 10 de agosto de 1998 los planes de construir un templo en Detroit. En abril de ese mismo año la iglesia había anunciado la construcción de más de 30 templos de dimensiones reducidas en comparación con la tradición previa. El templo de Detroit fue construida con esas especificaciones reducidas, siendo el octavo templo construido con estas especificaciones. 
Seguido el anuncio público, la iglesia en ese país buscó un terreno adecuado, escogiéndose un lugar que la iglesia ya poseía en el lote original de uno de los centros de estaca de la ciudad. El lote había sido adquirido en 1952 y en ocasiones se consideró vender esa sección al norte de la capilla, la cual es ahora el sitio del templo dado que la iglesia había comprado cerca del doble de terreno de lo que es acostumbrado para una capilla. George Romney, el primero en presidir la estaca en Detroit, le daba poca prioridad a vender el terreno y con el tiempo dichos planes menguaron y nunca se llegó a vender lo que ahora es terreno considerado santo por los seguidores de la fe SUD. La ceremonia de la primera palada ocurrió el 10 de octubre de 1998 presidida por las autoridades generales locales. Ese mismo día se realizó la ceremonia de la primera palada del Templo de Spokane (Washington), siendo la primera vez que la iglesia dedicaba el terreno de dos templos el mismo día. A comienzos de año la iglesia realizó la primera palada para el Templo de Lima (Perú) y el templo de la Ciudad de Guatemala con un día de separación.
Unas 800 peronas lleagron a observar la colocación de la tradicional estatua de Moroni sobre el único pináculo del templo en julio de 1999.

## Dedicación
El templo SUD de la ciudad de Detroit fue dedicado para sus actividades eclesiásticas en cuatro sesiones en medio de un frente frío, viento gélido y lluvias heladas, el 23 de octubre de 1999, por el entonces presidente de la iglesia SUD Gordon B. Hinckley. Anterior a ello, del 9 al 13 de mayo de ese mismo año, la iglesia permitió un recorrido público de las instalaciones y del interior del templo al que asistieron unos de 28.000 visitantes. Solo miembros de la iglesia e invitados asistieron a la ceremonia de dedicación, que incluye una oración dedicatoria.
Al templo, por su cercanía a las comunidades, asisten miembros provenientes del sudeste del estado, incluyendo su capital Lansing. En el pasado, los fieles de Míchigan asistían al templo de Salt Lake City y a medida que nuevos templos iban siendo construidos, al templo de Washington, D. C. a 11 horas de camino, el templo de Chicago a 5 horas y últimamente al templo de Toronto a cuatro horas.